# Taharana parabifurcata
Taharana parabifurcata är en insektsart som beskrevs av Nielson 1991. Taharana parabifurcata ingår i släktet Taharana och familjen dvärgstritar. Inga underarter finns listade i Catalogue of Life.